# Alone (I-Ten-låt)
Alone är en sång skriven av Billy Steinberg och Tom Kelly, och som ursprungligen spelades in av deras projekt I-Ten på Taking a Cold Look 1983. Den spelades senare in av John Stamos, i rollen som Gino Minelli, och ingick då i soundtracket till CBS' situationskomedi Dreams 1984. Låten utgavs som singel 1987 med Heart. Den har även spelats in av en stor mängd andra artister, bland annat av Céline Dion år 2007.

## Hearts version
Heart spelade in låten, som börjar med spel på piano och dämpad sång av Ann Wilson, och låten byggs sedan upp i powerballadstil. Enligt Songfacts intervju med Billy Steinberg stod Tom Kelly (en erfaren studiosångare) för de höga stämsångspartierna.  Låtens video visade bandet som mimade till framförandet.. En "akustisk" version av låten låg 1995 på bandets album The Road Home.

## Céline Dions version
Céline Dion tolkade låten på albumet Taking Chances som släpptes i november 2007, och hon släppte sin version även på singel. Hon sjöng låten i flera TV-program i samband med marknadsföringen av albumet. I oktober 2008 förlades hennes version även till Europaversionen av My Love: Essential Collection. En liveversion låg på DVD-albumet Taking Chances World Tour: The Concert.

## Listplaceringar

### Hearts version
| Lista (1987)           | Topplacering |
| ---------------------- | ------------ |
| Nederländerna          | 6            |
| Norge                  | 5            |
| Schweiz                | 4            |
| Storbritannien         | 3            |
| Sverige (Trackslistan) | 13           |
| USA                    | 1            |

### Céline Dions version
| Lista (2007-2008) | Topplacering |
| ----------------- | ------------ |
| Kanada            | 57           |
| Storbritannien    | 1            |
| Sverige           | 52           |